# Pierre Lemaitre
Pierre Lemaitre (París, 19 d'abril de 1951) és un escriptor francès, guardonat amb el Premi Goncourt. També és guionista. La seva obra més cèlebre és Au revoir là-haut, una obra èpica sobre la primera guerra mundial, editada el 2013 i publicada en català amb el títol d'Ens veurem allà dalt per l'Editorial Bromera.

## Obres

### Novel·les independents
- Tres dies i una vida,[5] Bromera, 2016. (Trois jours et une vie, 2016).
- Recursos inhumans,[6] Bromera, 2017. (Cadres noirs, 2010).
- Vestit de núvia,[7] Bromera, 2018. (Robe de mariée, 2009).
- La gran serp,[8] Bromera, 2022. (Le serpent majuscule, 2021).

### Tetralogia del comissari "Camille Verhœven"
1. Irène,[9] Bromera, 2015. (Travail soigné, 2006).
2. Alex,[10] Bromera, 2015. (Alex, 2011).
3. Rosy & John,[11] Bromera, 2016. (Les grands moyens, 2011).
4. Camille,[12] Bromera, 2016. (Sacrifices, 2012).

- Verhœven, inclou els quatre títols anteriors i pròleg de l'autor. No editat en català.

### TrilogiaEns veurem allà dalt
1. Ens veurem allà dalt,[13] Bromera, 2015. (Au revoir là-haut, 2014).
2. Els colors de l'incendi,[14] Bromera, 2019. (Couleurs de l'incendie, 2018).
3. El mirall de les nostres penes,[15] Bromera, 2020. (Miroir de nos peine)

### TrilogiaEls anys gloriosos
1. El gran món,[16] Bromera, 2023. (Le Grand Monde, 2022).
2. El silenci i la ràbia,[17] Bromera, 2024. (Le Silence et la Colère, 2023).
3. Un futur radiant, Bromera 2025 (Un Avenir Radieux, 2025)

### Assaig
- Dictionnaire amoureux du polar, 2020. No traduït al català, existeix una versió en castellà (Diccionario apasionado de la novela negra, Salamandra, 2022).

## Premis i reconeixements
- Per Irène:
  - Premi a la primera novel·la del Festival de Cognac 2006.
- Per Vestit de núvia:
  - Premi de les lectores Confidentielles 2009.
  - Prix Sang d'encre et Prix des lecteurs Goutte de Sang d'encre, Viena, 2009.
  - Prix du polar francophone de Montigny-lès-Cormeilles 2009.
  - Premi Best Novel del València Negra 2015.
- Per Rosy & John:
  - Prix Attrap'cœur 2016.
- Per Camille:
  - CWA International Dagger 2015, per la traducció a l'anglès feta per Frank Wynne.
- Per Recursos inhumans:
  - Prix Le Point du polar européen 2010.
- Per Alex:
  - Prix des lecteurs policier du Livre de poche 2012.
  - CWA International Dagger 2011, per la traducció a l'anglès feta per Frank Wynne.
- Per Ens veiem allà dalt:
  - Premi dels llibreters de Nancy Le Point 2013.
  - Novel·la francesa preferida pels llibreters à la Rentrée 2013.
  - Millor novel·la francesa per la revista Lire 2013.
  - Premi Goncourt 2013.
  - Prix du roman France Télévisions 2013.
  - Goncourt dels estudiants de Sèrbia 2013
  - Prix Audiolib per l'edició sonora 2014.
  - Coup de cœur de l'Académie Charles Cros per l'edició sonora 2014.
  - Prix Tulipe millor novel·la francesa 2014.
  - Premio Letterario Internazionale Raffaelo Brignetti 2014.
  - CWA International Dagger 2016, per la traducció a l'anglès feta per Frank Wynne.
  - Premi César a la millor adaptació 2018, coescrita amb Albert Dupontel.
- Per Els colors de l'incendi:
  - Coup de cœur de l'Académie Charles Cros per l'edició sonora 2018.
- Per Dictionnaire amoureux du polar:
  - Prix Maurice Renaut 2021.

## Adaptacions cinemetogràfiques
- Ens veurem allà dalt, 2017, dirigida per Albert Dupontel. Lemaitre és coguionista.
- Trois jours et une vie, 2019, dirigida per Nicolas Boukhrief. Lemaitre és coguionista i té una petita actuació.
- Dérapages, 2020, minisèrie de televisió dirigida per Ziad Doueiri. Basada en la novel·la Recursos inhumans, l'autor és coguionista.
- Els colors de l'incendi, 2022, dirigida per Clovis Cornillac. Lemaitre és autor del guio.